# Jay Gorter
Jay Gorter (Amsterdam, 30 maggio 2000) è un calciatore olandese, portiere del Pafos.

## Carriera

### Club
Dopo aver giocato nelle giovanili di Purmerend, Ajax, AFC e AZ Alkmaar si trasferisce al Go Ahead Eagles nel 2018. Con il nuovo club ha debuttato in Eerste Divisie il 29 ottobre 2019, nella vittoria per 3-1 contro l'Almere City.. Il 16 dicembre, invece, ha firmato il suo primo contratto professionistico con il club, della durata di due anni e mezzo. Tuttavia, a seguito di problemi comportamentali con lo staff e gli altri giocatori, è stato trasferito alla squadra Under 19 del club. Nella stagione 2020-21 ha disputato 40 partite, in tutte le competizioni, e ha mantenuto la porta inviolata 25 volte, stabilendo il record del campionato, e permettendo alla squadra di ottenere la promozione in Eredivisie.
Il 12 giugno 2021 è stato annunciato che Gorter avrebbe firmato un contratto di quattro anni con l'Ajax, effettivo dal 1 luglio 2021. Dopo aver disputato alcune partite con il Jong Ajax in seconda divisione, ha debuttato in prima squadra il 22 gennaio 2022 in una partita di KNVB beker contro l'Excelsior Maassluis.
Il 31 gennaio 2023 si è trasferito in prestito fino alla fine della stagione all'Aberdeen, squadra della Scottish Premiership.
Dopo aver fatto ritorno all'Ajax, con il club il 24 agosto 2023 esordisce in Europa League nel turno preliminare contro il Ludogorec.
Il 23 luglio 2025 viene ufficializzato il suo passaggio al Pafos FC, firmando un contratto valido fino al 2028.

## Statistiche

### Presenze e reti nei club
Statistiche aggiornate al 6 dicembre 2023.
| Stagione               | Squadra                | Campionato             | Campionato | Campionato | Coppe nazionali | Coppe nazionali | Coppe nazionali | Coppe continentali | Coppe continentali | Coppe continentali | Altre coppe | Altre coppe | Altre coppe | Totale | Totale | Totale |
| Stagione               | Squadra                | Comp                   | Pres       | Reti       | Comp            | Pres            | Reti            | Comp               | Pres               | Reti               | Comp        | Pres        | Reti        | Pres   | Reti   |        |
| ---------------------- | ---------------------- | ---------------------- | ---------- | ---------- | --------------- | --------------- | --------------- | ------------------ | ------------------ | ------------------ | ----------- | ----------- | ----------- | ------ | ------ | ------ |
| 2019-2020              | Go Ahead Eagles        | 1D                     | 0          | 0          | CO              | 2               | -3              | -                  | -                  | -                  | -           | -           | -           | 2      | -3     |        |
| 2020-2021              | Go Ahead Eagles        | 1D                     | 37         | -23        | CO              | 3               | -2              | -                  | -                  | -                  | -           | -           | -           | 40     | -25    |        |
| Totale Go Ahead Eagles | Totale Go Ahead Eagles | Totale Go Ahead Eagles | 37         | -23        |                 | 5               | -5              |                    | -                  | -                  |             | -           | -           | 42     | -28    |        |
| 2021-2022              | Jong Ajax              | EED                    | 18         | -29        | -               | -               | -               | -                  | -                  | -                  | -           | -           | -           | 18     | -29    |        |
| 2021-2022              | Ajax                   | ED                     | 1          | -2         | CO              | 1               | 0               | UCL                | 0                  | 0                  | SO          | 0           | 0           | 2      | -2     |        |
| 2022-gen. 2023         | Ajax                   | ED                     | 0          | 0          | CO              | -               | -               | UCL                | 0                  | 0                  | SO          | 1           | -5          | 1      | -5     |        |
| gen.-giu. 2023         | Aberdeen               | ED                     | 4          | -6         | CS              | -               | -               | -                  | -                  | -                  | -           | -           | -           | 4      | -6     |        |
| 2023-2024              | Ajax                   | ED                     | 8          | -17        | CO              | 0               | 0               | UEL+UECL           | 4+0                | -6 + 0             | -           | -           | -           | 12     | -23    |        |
| 2024-2025              | Ajax                   | ED                     | 0          | 0          | CO              | -               | -               | UEL                | 0                  | 0                  | -           | -           | -           | 0      | 0      |        |
| Totale Ajax            | Totale Ajax            | Totale Ajax            | 9          | -19        |                 | 1               | 0               |                    | 4                  | -6                 |             | 1           | -5          | -15    | -30    |        |
| Totale carriera        | Totale carriera        | Totale carriera        | 68         | -77        |                 | 6               | -5              |                    | 4                  | -6                 |             | 1           | -5          | 79     | -93    |        |